# The Real Ghostbusters
The Real Ghostbusters is een Amerikaanse animatieserie, gebaseerd op de film Ghostbusters uit 1984. De serie, die liep van 1986 tot 1991 met een totaal van 140 afleveringen, werd tweemaal genomineerd voor een Emmy. "The Real" werd aan de titel toegevoegd om de serie duidelijk te onderscheiden van Filmations Ghost Busters-serie.
De serie kreeg een spin-off in de vorm van twee stripseries: een maandelijkse reeks van Now Comics en een wekelijkse reeks van Marvel Comics. De serie werd later opgevolgd door een tweede serie: Extreme Ghostbusters.

## Verhaal en personages
Het verhaal gaat verder waar de originele film ophield. De Ghostbusters krijgen te maken met nieuwe bovennatuurlijke zaken, waar vaak legendarische monsters bij zijn betrokken.
Het team bestaat in eerste instantie uit de vier leden uit de film. Dr. Peter Venkman is het hoofd van het team, en besluit of ze een zaak aannemen of niet. Hij dient ook vaak als vrolijke noot daar hij altijd dingen mag doen die niemand anders wil doen. Dr. Egon Spengler, een wetenschappelijk genie, is de primaire bron van kennis in de groep. Hij komt vaak met de oplossing als alles verloren lijkt. Dr. Ray Stantz is een mannetje van alles, en na Egon de slimste van het team. Hij maakt meer gebruik van de praktijkkant van de wetenschap, waar Egon zich beperkt tot de theorie. Hij is ook altijd optimistisch. Daar hij als een van de weinigen begrijpt waar Egon het over heeft, brengt hij vaak Egons theorieën in praktijk. Winston Zeddemore is de moedige serieuze man van het team. Hij is een afstammeling van een machtige Afrikaanse bloedlijn.
Een nieuw lid van het team is Slimer, het spook dat de Ghostbusters in de film vingen in het hotel tijdens hun eerste grote opdracht. Tevens wordt het team bijgestaan door hun secretaresse, Janine Melnitz.

## Achtergrond

### Creatie
Een pilotaflevering werd geproduceerd in 1986, maar nooit uitgezonden. Scènes van deze pilot zijn later wel verwerkt in de eerste aflevering van de serie. De pilot was meer in overeenstemming met de film dan de uiteindelijke serie. Zo droegen de Ghostbusters in de pilot uniformen gelijk aan die in de film, en was Slimer net als in de film een van de antagonisten.
Maurice LaMarche, de stem van Egon Spengler, kreeg toen hij auditie deed voor de rol te horen dat hij niet moest proberen Harold Ramis na te doen. Hij deed dit toch, en kreeg de rol.
Toen productie van The Real Ghostbusters begon, begon Filmation met een eigen animatieserie getiteld The Original Ghostbusters, welke gebaseerd was op de serie The Ghost Busters uit de jaren 70.
De personages werden voor de serie zwaar aangepast ten opzichte van hun filmversies. Dit omdat de studio alle originele acteurs rechten zou moeten betalen voor het gebruik van hun beeltenis in de serie.

### Connecties met de film
Hoewel “The Real Ghostbusters” afweek van de film, bevat de serie wel een paar referenties naar de film. Zo komt de marshmallowman uit de film meerdere keren voor in de serie.
Nadat Ghostbusters II verscheen, werd het personage Louis Tully toegevoegd aan de serie. Ook het slijm uit deze film werd gebruikt in de serie.
In de aflevering "Citizen Ghost" wordt getoond hoe de Ghostbusters toezien op de productie van een film gebaseerd op hun avonturen, en bekritiseren ze het feit dat "Murray, Aykroyd en Ramis" hun personages zullen gaan spelen.

### Ondertoon
J. Michael Straczynski, de hoofdschrijver van de serie, gaf de serie een duistere ondertoon die niet gebruikelijk was voor een zaterdagochtendserie. Ook liet hij de serie vaak gebruikmaken van populaire legendes en verhalen. Zo komen de Ghostbusters gremlins, vampieren en de boeman tegen, evenals monsters uit de Griekse mythologie en oude goden. Een aflevering bevatte referenties naar horrorschrijver H.P. Lovecraft en zijn creaties "The Call of Cthulhu" en de Necronomicon.

### Slimer! and the Real Ghostbusters
Al snel bleek het personage Slimer het goed te doen bij de jonge kijkers van de serie. Daarom gaven de producers hem een groter rol. In 1988 werd de naam van de serie zelfs veranderd naar Slimer! and the Real Ghostbusters. Vanaf dit punt kreeg de serie ook een lichtere ondertoon om hem geschikter te maken voor de toenemende stroom jonge kijkers. Ook werden afleveringen uitgebreid met naast een reguliere aflevering ook een apart filmpje over Slimer.
Veel van de oudere fans vonden deze overstap maar niets, en tegen 1990 liepen de kijkcijfers snel achteruit. Dit leidde ertoe dat de serie in 1991 werd stopgezet.

## Cast
- Peter Venkman - Lorenzo Music (seizoenen 1-2), Dave Coulier (seizoenen 3-7), Hans Kuyper (Nederlandse versie)
- Egon Spengler - Maurice LaMarche, Joeri Prinsenberg (Nederlandse versie)
- Ray Stantz - Frank Welker, Peter Joosten (Nederlandse versie)
- Winston Zeddemore - Arsenio Hall (seizoenen 1-3), Buster Jones (seizoenen 4-7), Peter van Hoof (Nederlandse versie)
- Janine Melnitz - Laura Summer (seizoenen 1-2), Kath Soucie (seizoenen 3-7)
- Slimer - Frank Welker
- Louis Tully - Rodger Bumpass (seizoenen 5-6)
- Rafael - Charlie Adler
- Professor Dweeb - Jeff Altman
- Mrs. Van Huego - Fay DeWitt
- Catherine - April Hong
- Jason - Katie Leigh
- Stay Puft Marshmallow Man - John Stocker (1 afl.), Frank Welker
- Donald - Danny McMurphy
- Morris Grout - Alan Oppenheimer
- Chilly Cooper - Cree Summer
- Luigi - Danny Mann
- Rudy - Jeff Marder
- Bud - Danny Mann